# Bordkanone BK 5
Il Bordkanone 5, conosciuto semplicemente come BK 5, era un cannone automatico per uso aeronautico, sviluppato principalmente per l'uso contro i bombardieri pesanti, come i B-17 della USAAF. I larghi proiettili calibrati disponevano di un peso notevole, che unitamente ad una velocità di volata elevata, sviluppavano una quantità di moto non indifferente, rendendoli particolarmente precisi quando sparati da lunghe distanze, molto al di fuori dal raggio difensivo delle mitragliatrici installate sui bombardieri attaccati. L'alta quantità di esplosivo contenuto nei proiettili assicurava la distruzione di un bombardiere anche con un singolo colpo.

## Storia

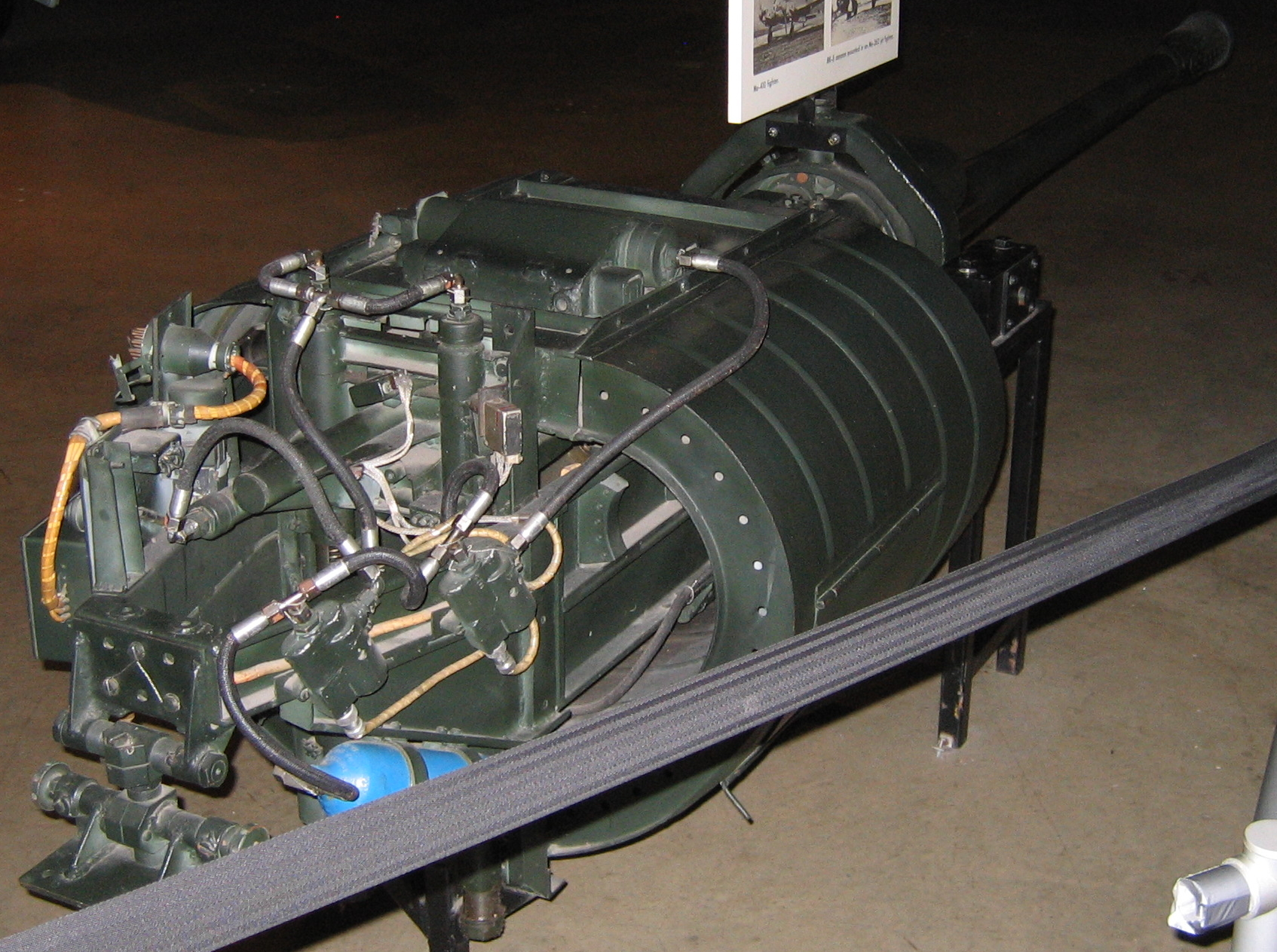
Particolare del BK 5 con il caricatore circolare da 21 colpi sovrastante il meccanismo di sparo

Nel 1943 la Rheinmetall ricevette un contratto per adattare il cannone anticarro 50 mm KwK 39 del Panzer III, ad un uso aereo, per un futuro impiego sul caccia bimotore Me 410 Hornisse. I cannoni furono installati su velivoli come Umrüst-Bausätze (modifica di fabbrica) numero 4, nel Me 410 A1/U4, e in una versione sperimentale dell'aviogetto Me 262 A-1a/U4 (sebbene questi ultimi non siano stati operativi), dato che il cannone MK214, disegnato specificatamente per questi velivoli non era ancora disponibile. Una versione sperimentale del BK 5 fu installata in una gondola ventrale (detta "bola" o "cestino della polvere") in un numero limitato di bombardieri pesanti He 177 A-3, assegnati ad un piccolo reparto che aveva il compito specifico di sopprimere la contraerea nemica nei pressi di Stalingrado, nel primo periodo dell'inverno 1942-43. Noti come A-3/Rüstsatz 5, venivano chiamati dagli equipaggi Stalingradtyp. Il caricatore semicircolare del BK 5 poteva contenere 21 proiettili.

## Produzione
Ne furono prodotti approssimativamente 300, e vide solo un limitato impiego operativo, il più importante da citare montato sull' Me 410 A-1/U4. Anche alcuni esemplari di Junkers Ju 88 vi furono equipaggiati, nella versione P-4 da attacco notturno. Inizialmente concepito per colpi a lunga distanza, agli aeromobili equipaggiati con il cannone in questione fu montato un mirino telescopico, in aggiunta al mirino standard Revi C12C, in modo tale da poter inquadrare più facilmente i bersagli sulle lunghe distanze, specialmente fuori dal perimetro difensivo dei bombardieri. Questo si dimostrò essere più un impedimento che un aiuto durante i combattimenti, nei quali gli Me 410 spesso si trovavano ingaggiati dai caccia di scorta nemici, mentre i bersagli manovrando uscivano facilmente dal ristretto campo visivo del puntatore telescopico. Siccome il BK 5 era praticamente inutile contro questo tipo di piccoli bersagli, l'uso del mirino telescopico non si rendeva comunque necessario.

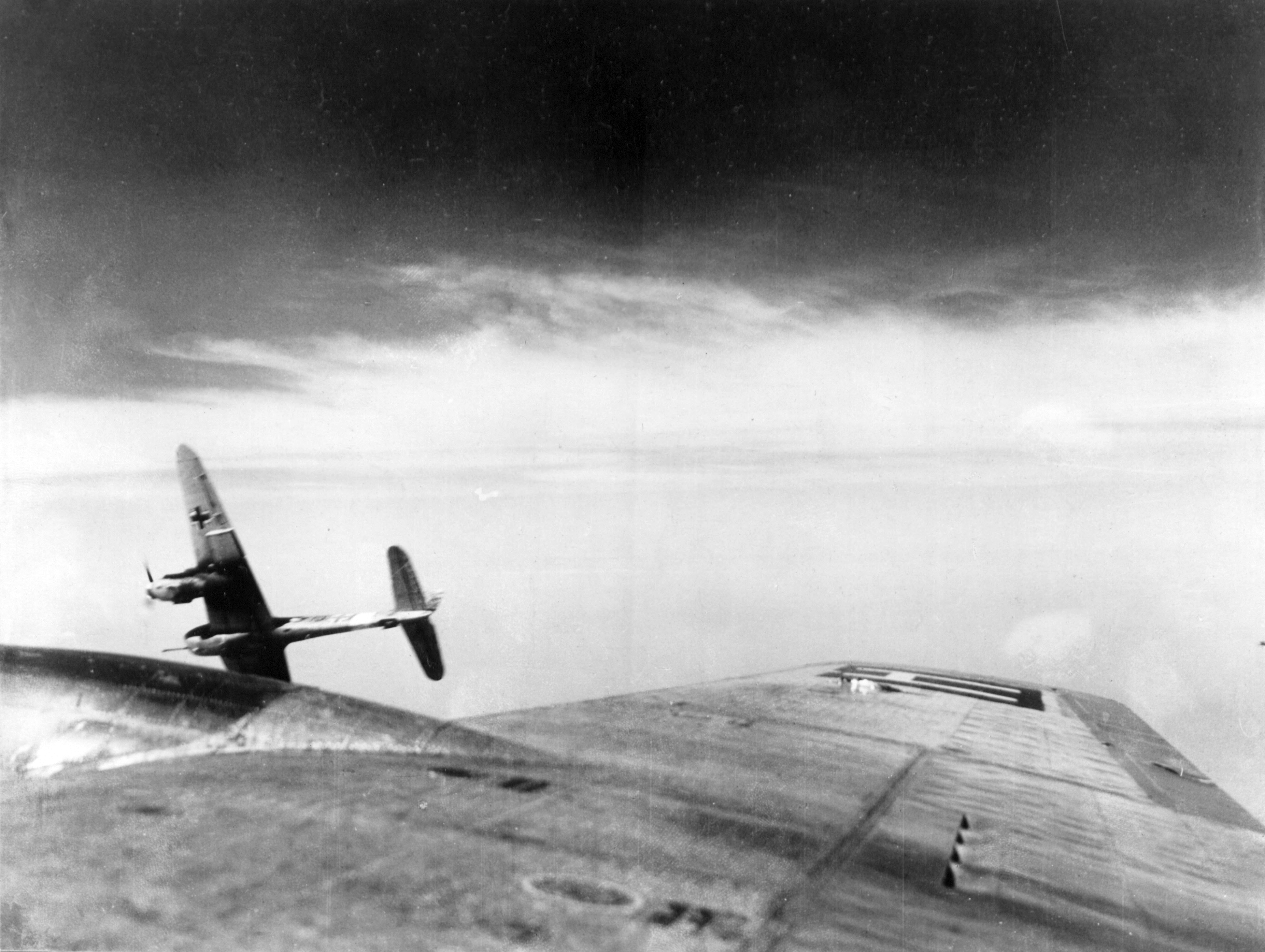
Un Messerschimtt Me 410 dotato di BK 5 dopo una discesa di attacco sopra un B-17 del 388th Bomb Group nei cieli della Germania, 1943

## Impiego Operativo
Come installato sull' Me 262, la volata si protraeva ben oltre il muso del velivolo. Il cannone risultò essere propenso agli inceppamenti, e quando veniva usato di notte, il bagliore provocato tendeva ad accecare temporaneamente la vista del pilota. Secondo il conto degli ingaggi contro l'USAAAF del II/ ZG 26 dal tardo febbraio fino alla metà di aprile 1944, i 53 Me 410 Hornisse di quel Zerestorergruppe equipaggiati con il BK5 - con la modificazione di fabbrica Umrüst-Bausätze designata /U4 per la serie Me 410 - dichiararono di aver abbattuto un totale di 129 Fortezze Volanti B-17 e quattro B-24 Liberator, tutto con la perdita di solo nove dei loro Me 410.